# Hedley Herbert Finlayson
Hedley Herbert Finlayson (* 19. März 1895 in Adelaide; † 29. August 1991 ebenda) war ein australischer Mammaloge und Chemiker.

## Leben
Finlayson war das sechste von sieben Kindern von Ebenezer und Finette (Nettie) Finlayson, geborene Champion. Zwei ältere Schwestern waren vor seiner Geburt gestorben. Sein Vater war ein einflussreicher Finanzier, politischer Aktivist und Journalist bei der Tageszeitung The Register. Finlayson verbrachte seine Schulzeit im Kyre College (heute Scotch College) in Mitcham. 1910 schrieb er sich in die University of Adelaide ein, um Chemie zu studieren. Im Mai 1913 ereignete sich während eines chemischen Experiments eine folgenschwere Explosion, bei der er seine linke Hand verlor und auf dem linken Auge erblindete. Von 1914 bis 1918 war er Juniordemonstrator an der University of Adelaide. 1918 erhielt er ein John-L.-Young-Stipendium der University of Adelaide. Obwohl er nie graduierte, wurde er im selben Jahr zum Demonstrator ernannt. Von 1921 bis 1932 war er Assistenzlecturer. Dieser Posten wurde 1932 nicht verlängert, aber er blieb Demonstrator und arbeitete bis 1958 immer wieder für die Chemieabteilung.
In den frühen 1920er Jahren begann er sich intensiv mit Säugetieren zu beschäftigen und sammelte Proben. 1927 wurde er vom South Australian Museum zum Honorarassistenten und 1930 zum Honorarkurator der Säugetierabteilung ernannt, einen Posten, den er bis 1965 innehatte.
Zwischen 1920 und 1963 veröffentlichte Finlayson 63 Artikel, darunter befinden sich die wissenschaftlichen Erstbeschreibungen zum Wüsten-Bürstenrattenkänguru (Bettongia anhydra), zum Zentralaustralischen Hasenkänguru (Lagorchestes asomatus) und zur Seidigen Australienmaus (Pseudomys apodemoides). Fünf seiner Artikel erschienen in der Fachzeitschrift Nature. Er unternahm ausgedehnte Reisen für seine Forschungen über Säugetiere und finanzierte seine Expeditionen meist aus eigener Tasche. Diese Expeditionen fanden in der Regel in den Sommermonaten statt, in der Pause vor Beginn des neuen Studienjahres.
1931 gelang Finlayson kurzfristig die Wiederentdeckung des Nacktbrustkängurus (Caloprymnus campestris), eine Art, die seit dem Beginn des 20. Jahrhunderts nicht gesichtet wurde. Er erhielt zunächst einen Schädel und eine Haut von diesem Tier aus der Diamantina-Region im Nordosten Südaustraliens. Anschließend reiste er zur Clifton Hill Station in der Diamantina-Region, wo er das einzige bekannte Foto eines lebenden Exemplars schoss. Seit 1935 wurden keine neuen Exemplare mehr gesichtet und die Art gilt als ausgestorben.
In der ersten Hälfte der 1930er Jahre reiste er intensiv in Central Australia, in die Basedow Range im Northern Territory, in die Rawlinson Mountains in Western Australia sowie in die Everard Range, die Mann Range, die Musgrave Range und die Tomkinson Range im Nordwesten von South Australia. Diese Exkursionen bildeten die Grundlage für sein Buch The Red Centre, das 1935 veröffentlicht wurde. Finlayson verließ sich oft auf das Wissen der Aborigines, um Exemplare zu finden und zu fangen. Er zeigte ihnen Museumsproben, um Informationen über Lebensweise, Verbreitung und Lebensraum zu erhalten. In 40 Jahren Reisetätigkeit sammelte er 4000 Proben und schoss 5000 Fotos. Seine Sammlung befindet sich im Strehlow Research Centre in Alice Springs.

## Auszeichnungen und Dedikationsnamen
1960 erhielt Finlayson die Joseph Verco Medal der Royal Society of South Australia und 1962 die John Lewis Gold Medal der Royal Geographical Society of Australasia. 1937 benannte Herbert Womersley die Milbenart Laelaps finlaysoni nach Finlayson. 1987 beschrieben Darrell John Kitchener, Nick Caputi und Brian Jones die Finlayson-Höhlenfledermaus (Vespadelus finlaysoni).